# Naissance en 986
Naissance
- 982
- 983
- 984
- 985
- 986
- 987
- 988
- 989
- 990

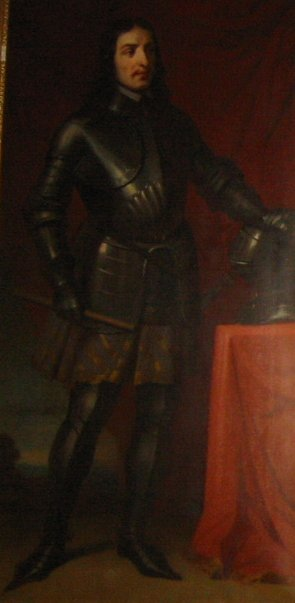
Renaud de Bourgogne né en 986.

Cette page dresse une liste de personnalités nées au cours de l'année 986  :
- Abū l-Qāsim al-Qushayrī, auteur du traité ar-Risāla al-qushayriyya
- Renaud de Bourgogne, 2e comte de Bourgogne (1er comte palatin de Bourgogne) de la Maison d'Ivrée.
- Ogive de Luxembourg, comtesse consort de Flandre.
- Poppon de Trèves, archevêque de Trèves.
- Lê Ngọa Triều, empereur du Đại Cồ Việt (ancêtre du Viêt Nam).
- Prokulf, un des premiers évêques missionnaires à s'être rendu en Petite-Pologne.

date incertaine
- vers 986 :
  - Constance d'Arles, reine des Francs.
  - Hugues de Rouergue, comte de Rouergue.

- en 986/987 :
  - Bezprym, duc de Pologne

## Crédit d'auteurs
- Cet article est partiellement ou en totalité issu de l'article intitulé « 986 » (voir la liste des auteurs).